# Західно-Харківцівське нафтогазоконденсатне родовище
Західно-Харківцівське нафтогазоконденсатне родовище — належить до Глинсько-Солохівського газонафтоносного району Східного нафтогазоносного регіону України.

## Опис
Розташоване в Полтавській області на відстані 20 км від м. Гадяч.
Знаходиться в центральній частині приосьової зони Дніпровсько-Донецької западини в межах Глинсько-Розбишівського структурного валу.
Підняття виявлене в 1954 р.
Структура є брахіантикліналлю північно-західного простягання розмірами по ізогіпсі -4840 м 3,6х2,5 м, амплітуда 90 м. У 1970 р. з інт. 4590-4800 м отримано фонтан нафти дебітом 76 т/добу.
Поклади пластові, склепінчасті. Колектори — пісковики. Режим нафтових покладів — газоводонапірний, газоконденсатних — газовий.
Експлуатується з 1971 р. Запаси початкові видобувні категорій А+В+С1: нафти — 453 тис. т; розчиненого газу — 329 млн. м³; газу — 1090 млн. м³; конденсату — 107 тис. т. Густина дегазованої нафти 804—840 кг/м³. Вміст сірки у нафті 0,019-0,11 мас.%.